# Josep Lluís Roig Sala
Josep Lluís Roig (Oliva, la Safor, 1967) és un poeta valencià. Ha estudiat filologia a les universitats de Barcelona, Lleida i València, treballa com a professor de català a un institut d'ensenyament secundari. Ha rebut nombrosos premis literaris, entre ells el Premi Vicent Andrés Estellés de poesia de 2008 amb Peixos d'un mar sec. És president de Saforíssims, Societat Literària.

## Premis literaris
- Senyoriu d'Ausiàs March, 1990: Amb el gest de les hores
- Martí Dot de Sant Feliu de Llobregat, 1990: Per a dansar la llum
- Salvador Espriu de poesia jove, 1991: Sal lenta
- Ciutat de Vila-real de teatre, 2002: Presoners de l'aigua
- Recull-Benet Ribas de poesia, 2004: El somrís de les carreteres secundàries
- Ciutat de Xàtiva-Ibn Hazm de poesia, 2004: Aparaulat
- Vila de Lloseta de narració curta, 2007: El primer paradís
- Ibn Jafadja, 2007: Càries
- Crítica dels Escriptors Valencians de teatre, 2008: Desàngel
- Premi Vicent Andrés Estellés de poesia, 2008: Peixos d'un mar sec

- Premi Mallorca de Poesia, 2007: La llum del curtcircuit
- Premi Teodor Llorente de novel·la negra, 2019: Promeses que no podrem complir[1]

## Obres

### Narració
- Històries circulars i altres relats (2003)
- El primer paradís (2007)
- Insuficient s'escriu amb sang (2011)
- Resurrecciói mort de G.T.(2015)
- Els peus gelats (2016)
- Promeses que no podrem complir (2019)

### Poesia
- Amb el gest de les hores (1991)
- Per a dansar la llum (1991)
- Sal lenta (1992)
- Ebri de vi perdut (1998)
- Oasi breu (2000)
- El somrís de les carreteres secundàries (2004)
- La presó de l'aigua (2005)
- Càries (2008)
- Peixos d'un mar sec (2009)
- Un boxejador entre la boira (2013)
- Els dubtes i els glaçons (2014)
- La fam tendra (2023) Premi de Poesia Maria Beneyto 2022

### Teatre
- Presoners de l'aigua (2003)
- A joc de daus (2004)
- Desàngel (2007)
- El cop de la bala - A joc de daus (Tria Llibres, 2009)
- Tantes històries la mateixa història (2012)

### Narrativa infantil i juvenil
- Insuficient s'escriu amb sang (2011)
- München (2013)